# Orolu
Orolu é uma Área de Governo Local no Osun (estado), Nigéria. Sua sede fica na vila de Ifon (ou Ifon Osun) na coordenada 7° 52′ 00″ N, 4° 29′ 00″ L.
Possui uma área de 80 km² e uma população de 103.077 no censo de 2006.
O código postal da área é 230.